# منتخب إثيوبيا تحت 20 سنة لكرة القدم للرجال
منتخب إثيوبيا تحت 20 سنة للرجال لكرة القدم هو ممثل إثيوبيا الرسمي في المنافسات الدولية في في فئة كرة قدم تحت 20 سنة للرجال
، يديريه اتحاد إثيوبيا لكرة القدم.